# Polizeidragonerkorps des Herzogtums Oldenburg
Das Polizeidragonerkorps des Herzogtums Oldenburg wurde 1786 aufgestellt und war die erste staatliche Polizeieinheit des Herzogtums Oldenburg. Es unterstand im Gegensatz zu späteren Gendarmerien des Landes nicht dem Militär, sondern direkt der herzoglichen Regierung. Die Aufstellung des Korps gehört in den Kontext verschiedener Verwaltungs-, Justiz- und Sozialreformen von Herzog Peter Friedrich Ludwig, der in diesem Jahr seine Amtsgeschäfte von seinem verstorbenen Onkel, Herzog Friedrich August, übernahm. Das Korps wurde im Februar 1811 von der französischen Besatzungsmacht aufgelöst und ein Teil seiner Funktionen von der Kaiserlichen Gendarmerie (Gendarmerie impériale) übernommen.

## Gründung und Aufgaben
Die Aufstellung des Korps erfolgte durch eine Verfügung Herzogs Peter Friedrich Ludwigs vom 23. Oktober 1786. Seine Aufgaben bestanden in der Sicherung der Überlandstraßen, vor allem in der Verhinderung von Diebstählen und Raubüberfällen, der Grenzsicherung, insbesondere der Verhinderung des Einreisens von Vagabunden und Bettlern, sowie der allgemeinen Rechtspflege durch Unterstützung der unteren Polizeibehörden. Dazu sollten fünf unberittene Unteroffiziere und 16 berittene Gemeine eingestellt werden; Einstellungsvoraussetzung bei letzteren war, dass diese in der Lage sein sollten, „wenigstens Geschriebenes lesen“ zu können.
Die „Polizey-Dragoner“ unterstanden direkt der Regierungskanzlei; Vorgesetzte der Dragoner waren in Folge die Kammerräte Herbart (bis 1802), Schmedes bis (1805) und Hansen (bis 1811). Die ersten zehn Dragoner traten 1787 ihren Dienst an.

## Ausrüstung, Bewaffnung und Montierung (Uniformierung)

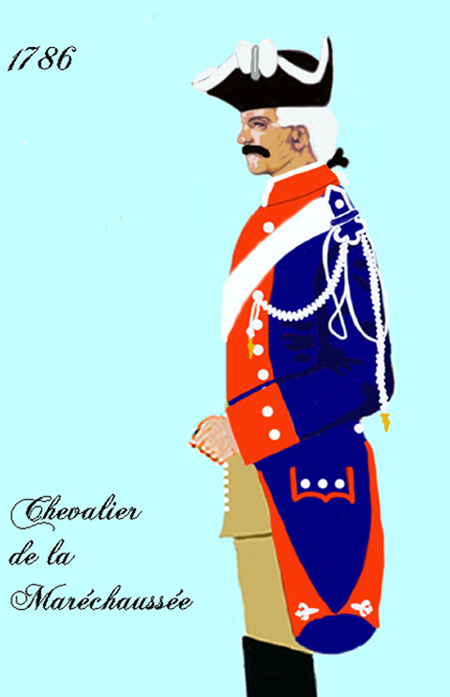
Maréchaussée 1786

Die Dragoner hatten ihr Dienstpferd selbst aufzubringen; vorzugsweise sollte es von schwarzer Farbe sein, da diese am weitesten verbreitet war und sich so am einfachsten und kostengünstigsten ein einheitliches Erscheinungsbild des Korps herstellen ließ. Als Bewaffnung dienten ein Pallasch sowie zwei Pistolen.
Die Uniform war angelehnt an die der französischen Maréchaussée und bestand aus
- einem dunkelblauen Rock mit rotem Kragen und roten Rabatten und weißen Knöpfen,
- ledernen Beinkleidern (wohl Kniebundhosen),
- einer gelben Weste,
- einer roten Halsbinde,
- einem blauen Mantel,
- einem weißen Kittel (wohl für den Stalldienst)
- einem nicht näher bezeichneten Hut (vermutlich einem Dreispitz).

Eine Abbildung ist nicht überliefert. Die Uniform sollte jedes Jahr erneuert werden; für den Mantel wurde eine Lebensdauer von gut sieben Jahren angenommen.

## Stationierung und Tätigkeit
Die Personalstärke des Korps nahm mit der Zeit beträchtlich zu. Von den ursprünglich zehn Dragonern stieg sie bis 1799 auf ein Korporal und 18 Dragoner an und erreichte 1805 den Höchststand von 44, der bis 1811 konstant blieb. Generell versahen die Dragoner ihren Dienst auf Einzelposten; lediglich in der Stadt Oldenburg waren vier und in Dinklage zwei stationiert. Damit war praktisch jeder größere Ort im Herzogtum mit einem staatlichen Polizeiposten besetzt; vor allem aber alle Grenzübergänge.
Dass sich die allgemeine Kriminalität in dieser Epoche offenbar auf einem sehr niedrigen Niveau befand, lässt sich aus einer sogenannten Vagabundenjagd im Jahr 1792 schließen, die im gesamten Territorium ausgeführt wurde, wobei aber kein einziger Täter angetroffen wurde. Offenbar gab es auch keine Diebes- oder Räuberbanden. Anlässlich eines Raubmordes an einem Postboten in Butjadingen 1799 wurde konstatiert, dass derartige Banden aufgrund der geografischen Beschaffenheit des Staatsgebiets – keine Berge und keine ausgedehnten Wälder –  auch keine Existenzmöglichkeiten besäßen. Daher wurde angenommen, dass der Postbote von einem einheimischen Täter ermordet worden war, der die Gepflogenheiten des Opfers kannte. Außerdem konnten die Dragoner in dieser Region die normalen Verkehrswege nicht überwachen, da die Bewohner die Hamme mit Springstöcken übersprangen und die Dragoner nur die Heerstraßen sichern konnten.

## Auflösung
Die Auflösung des Korps erfolgte aufgrund der Besetzung des Herzogtums durch Frankreich 1810 und die Eingliederung des Territoriums in das Kaiserreich. Das Korps wurde aufgelöst und seine Mitglieder abgefunden. Während der Besatzungszeit bis 1813 war für das nun ehemalige Herzogtum als Staatspolizei die 34. Legion der Kaiserlichen Gendarmerie (Gendarmerie impériale) in Bremen zuständig.

## Forschungsstand
Die einzige Untersuchung zum Korps stammt von dem damaligen (1926) Pol.-Hauptmann Dr. Heinrich Lankenau der Ordnungspolizei Oldenburg. Lankenau war in den 1920er Jahren der erste Polizeibeamte in Oldenburg, der versuchte, eine oldenburgische Polizeigeschichte von den Anfängen im 18. Jahrhundert bis in die Gegenwart zu verfassen. Das Ziel war offensichtlich, eine Traditionslinie analog zur Militärgeschichte zu konstruieren und der 1919 gegründeten Ordnungspolizei Oldenburg eine historische Legitimität zu verschaffen. Unabhängig von dieser Zielsetzung wertete Lankenau dazu umfassend die Bestände des damaligen Landesarchivs (heute Niedersächsisches Staatsarchiv Oldenburg) und des seinerzeitigen Ministerium des Innern aus. Lankenau erkannte schon seinerzeit, wie kompliziert und aufwendig eine vergleichende Polizeigeschichtsschreibung auch nur mit den unmittelbaren Nachbarstaaten war. Die einzige Publikation, die für ihn seinerzeit zugänglich war, war eine Arbeit über die Behördengeschichte des Königreichs Württemberg. Diese Problematik existiert für die Polizeigeschichtsforschung bis heute.